# The Marvels
The Marvels este un film cu supereroi bazat pe benzile desenate Marvel cu același nume create de Nia DaCosta, avându-i ca protegoniști pe Brie Larson, Teyonah Parris, Iman Vellani, Zawe Ashton, Gary Lewis, Park Seo-joon, Zenobia Shroff, Mohan Kapur, Saagar Shaikh și Samuel L. Jackson.